# Menhir de Barrocal
Le menhir de Barrocal (aussi appelé Stèle-menhir de Herdade de São Lourenço do Barrocal) est un monolithe situé dans la freguesia de Monsaraz (pt), sur le territoire de la municipalité de Reguengos de Monsaraz (district d'Évora, Portugal),. 
Il est classé Bien d'intérêt public (Catégorie IIM) depuis 2006 .

## Description
La pierre a été érigée au début du Néolithique (Ve millénaire av. J.-C.) et redécouverte en 1993 dans la Herdade de São Lourenço do Barrocal, près de Monsaraz, un quartier d'Évora. Le monument est classé monument protégé depuis 2006 dans le cadre du « Monte do Barrocal ».
Le menhir, d'environ 3 m de haut, est l'un des plus hauts de l'ouest de la péninsule ibérique. Il est situé au centre d'une plate-forme artificiellement aplatie bordée par les vestiges d'une enceinte ovale orientée nord-ouest-sud-est. Des fouilles archéologiques à proximité de la base ont permis de découvrir la structure de soutien.

## Gravures
La stèle-menhir présente 78 figures gravées . Les analyses stratigraphiques, les techniques de gravure utilisées, les degrés d'érosion observés et quelques parallèles ont permis d'attribuer les images à cinq périodes principales. La surface forme un palimpseste contenant des décorations iconographiques du Ve millénaire av. J.-C., lorsque le monolithe a été érigé, jusqu'au IIe millénaire av. J.-C..(Âge du bronze) alors qu'il était déjà couché sur le sol. La présence de lignes ondulées, la décoration la plus ancienne, la représentation du Néolithique moyen d'un báculo (de) (crosse) et de deux figures en forme d'idole, les motifs en zigzag du Néolithique tardif ou du Chalcolithique et les simples cercles concentriques et les marques en forme de coupe et d'anneau de l'Âge du bronze sont représentés.
Les Antas de Barrocal sont à proximité.

## Galerie

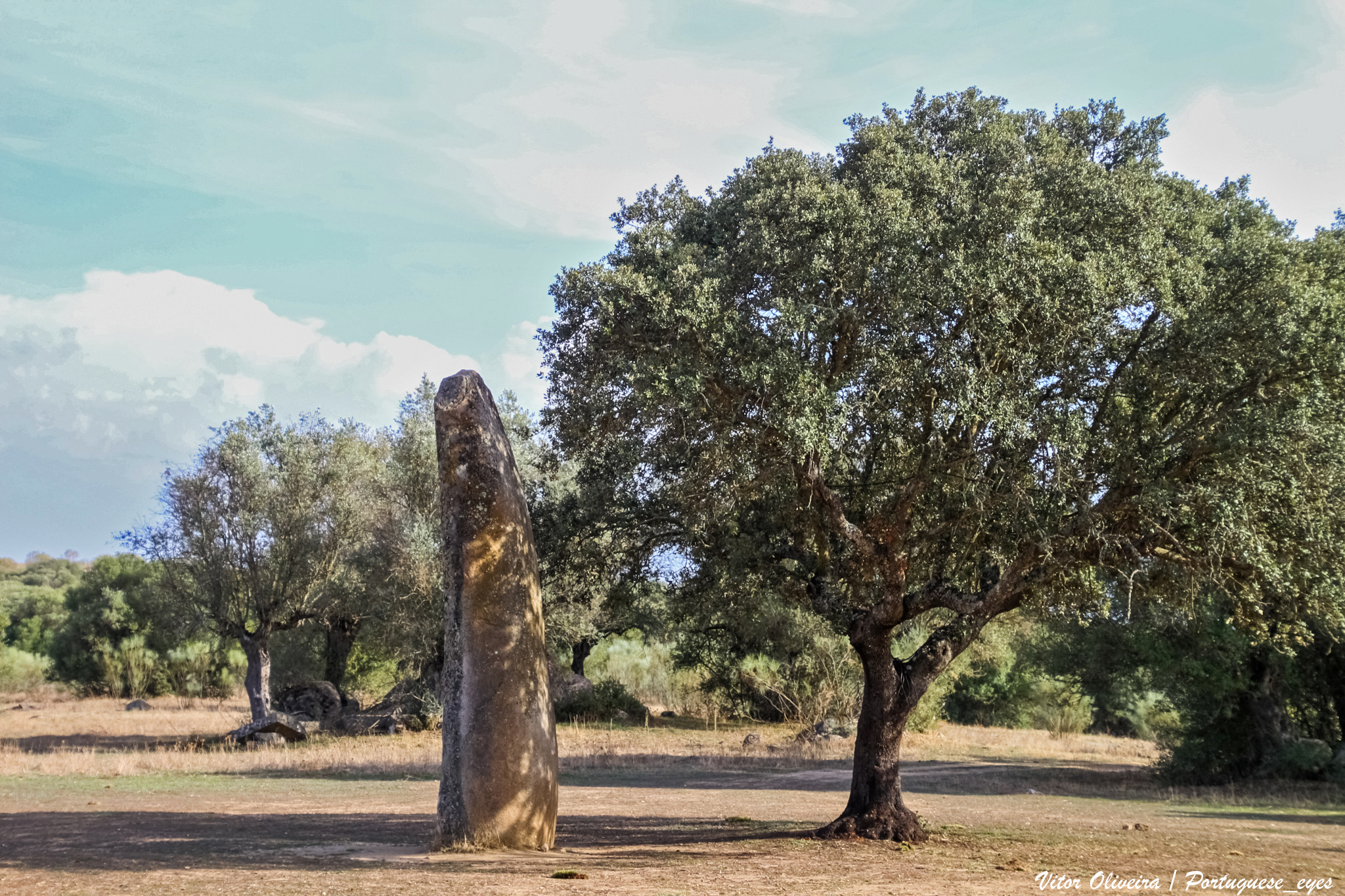
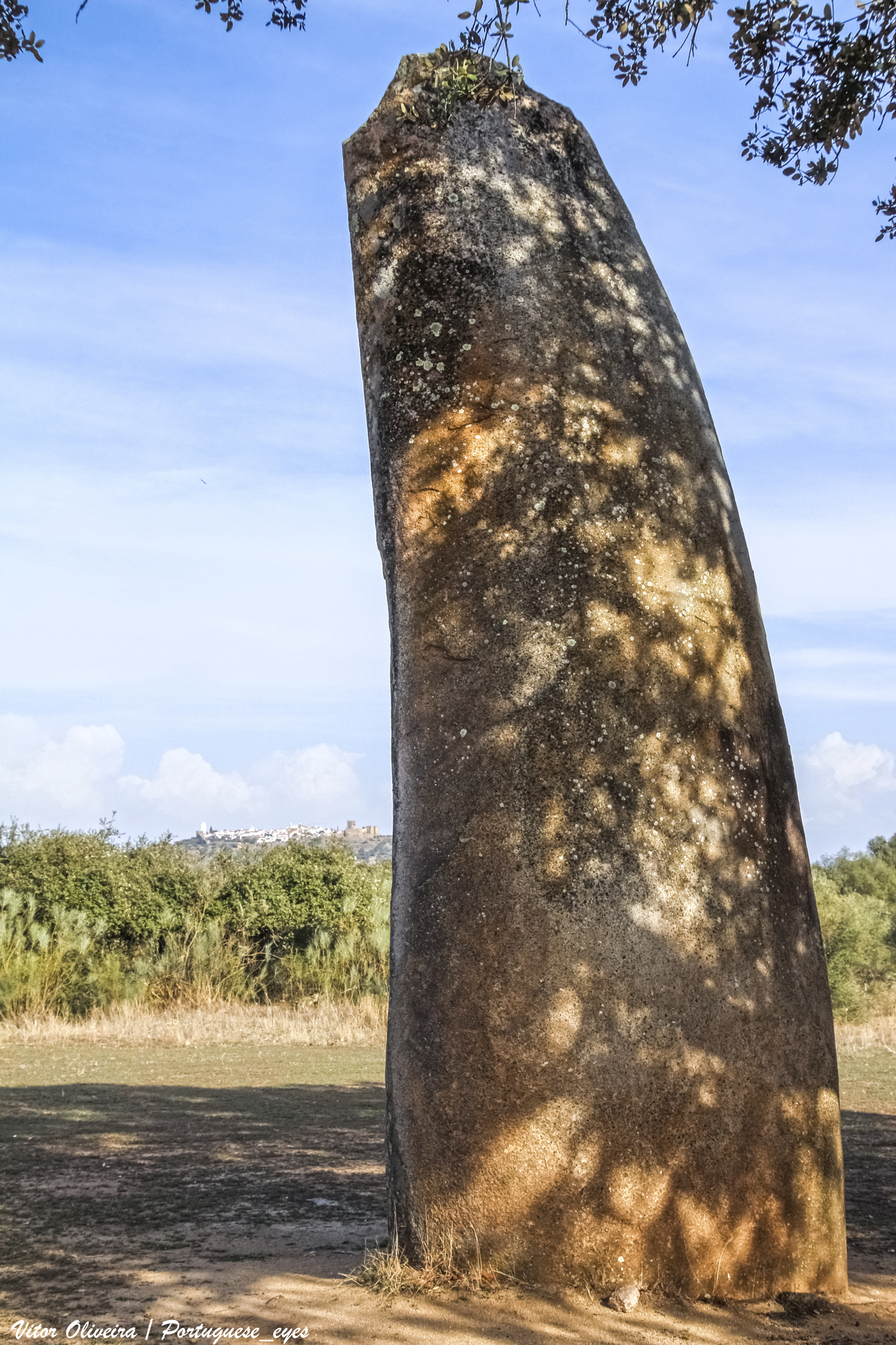